# Anomala papagoana
Anomala papagoana är en skalbaggsart som beskrevs av Thomas Casey 1915. Anomala papagoana ingår i släktet Anomala och familjen Rutelidae. Inga underarter finns listade i Catalogue of Life.